# Синопа (митологија)
Синопа је у грчкој митологији била нимфа.

## Етимологија
Њено име има значење „месечева лица“.

## Митологија
Била је Најада са главних фонтана или извора у грчком граду Синопи на Црном мору. Била је кћерка Асопа и Метопе или Ареја и Егине или Парнасе. Према једном предању, Аполон ју је одвео из Беотије и пренео у Пафлагонију у Еуксин, где је родила Сира и где је град Синопа назван по њој. Према другом предању, у њу се заљубио Зевс који јој је обећао да ће јој дати шта год пожели. Она је лукаво изабрала невиност и живот провела сама у Синопи. Према једној верзији, Зевс ју је наградио због тога што је сачувала своју невиност, иако је и сам био заљубљен у њу. Ипак, касније је зачела са Аполоном и родила сина Сира.